# أزمة القرن الثالث

الإمبراطورية المقسّمة سنة 271 ب.م.

أزمة القرن الثالث (أو«الفوضى العسكرية» أو «الأزمة الإمبراطورية») (235–284 ب.م.) هي الفترة التي دب الضعف والوهن في الإمبراطورية الرومانية إثر الضغوط المتراكمة من غزو وحرب أهلية وتفشي الطاعون وفراغ خزينة الدولة. بدأت الأزمة بـإغتيال الإمبراطور سويرس الإسكندر على يد جنده، لتبدأ بذلك فترة سعى فيها نحو 20-25 رجلاً جلهم من قواد الجيش الرومي إلى كرسي الإمبراطورية، محاولين فرض سلطة إمبراطورية على الإمبراطورية كليًا أو جزئيًا.
وفي فترة ما بين 258 و260، إنقسمت الإمبراطورية إلى ثلاث ممالك متصارعة: المملكة الغالية وتشتمل على الولاية الغربية في غالة وبريطانية وإسبانية، ومملكة تدمر، وتشتمل على الولايات الشرقية في فلسطين السورية ومصر وآسية الصغرى، والإمبراطورية الرومية المستقلة ومركزها إيطالية وعلى مسافة واحدة منهما. ثم جاء ولريانوس (من 270 إلى 275) ليوحد الإمبراطورية، فانتهت الأزمة بتولي ديوكلتيانوس ومن ثم تجديد وإصلاح المملكة سنة 284.
وخلفت الأزمة أحوال جديدة في الإمبراطورية ومجتمعاتها وحياتها الاقتصادية وأخيرًا مذهبها الديني، حتى أن جمهور المؤرخين يعدونها نقطة التحول من الفترة التاريخية الكلاسيكية القديمة إلى فترة العصور القديمة المتأخرة.

## مسببات الأزمة
بعد ما فاقت إمبراطورية الروم من فتنة الأباطرة الخمسة سنة 193 ميلادية في عهد سبتميوس سويرس قيصر إبتدى عهد السلالة السويرية الذين خلفوه في الملك، ومن ثمَّ صارت تفلت منهم زمام الأمور بالتدريج.
كثرة مطالب الجند من الأموال مقابل ولائه فزاد سبتميوس سويرس قيصر أجور الفيالق، وأعطى الأعطيات السخية للكتائب العسكرية، فسبّب التزايد الكبير والمطّرد للنفقات العسكرية مشاكل لجميع خلفائه. فرفع إبنهُ كراكلا الأجور السنوية وأسرف في منح المخصصات للجيش متبعًا نصيحة أبيه في سبيل الحفاظ على الولاء، وفكر في تقسيم الإمبراطورية إلى قطاعين شرقي وغربي مع أخيه غيتا من أجل الحد من النزاع الذي ساد حكمهما المشترك.
أصبح حال إمبراطورية الروم على شفير الإنهيار في سنة 235 للميلاد. كانت الهزيمة قد لحقت بالعديد من فيالق الروم خلال غزوة سابقة ضد القبائل الجرمانية التي أغارت على ثغورهم، في حين انصب هم الإمبراطور سويرس الإسكندر على المخاطر التي تهدد بها الإمبراطورية الفارسية في المقام الأول. وإذ كان يتولى قيادة العساكر بنفسه، لجأ الإمبراطور إلى الدبلوماسية وقبول الجزية من أجل تهدئه رؤساء القبائل الجرمانية سريعًا، عوضًا عن الغزو العسكري. ووفقًا للمؤرخ هيروديانوس، كلف هذا الإمبراطورَ سويرس الإسكندر ولاء جنده، الذين رأوا أنه وجب عليه إنزال عقاب قاسٍ على قبائل الجرمانيين الذين إعتادوا على غزو ثغور الروم. قتلت العساكر سويرس الإسكندر ونادت بمكسيمينوس ثراكس إمبراطوراً، وقد كان قائدً لفيلق آنذاك.
كان مكسيمينوس أول «قياصرة الثكنات»، الذين تبوؤوا الملك مستفيدين من رتبتهم العسكرية بترقية من جنودهم من دون كفائة أو عصبة أو نسب أو حقٍّ شرعي في كرسيّْ الإمبراطورية.
ولأن دولتهم قامت على المنعة العسكرية والإدارة الحاذقة، فقد كانوا يديرون شؤون الدولة بصفتهم أمراء حرب ويعتمدون على الجيش لحماية سلطانهم. تابع ماكسيمينوس غزو جرمانية، غير أنه عانى كي يبسط سلطانه على كامل الإمبراطورية. وكان مجلس الشيوخ مستاء من إضطراره إلى القبول بتولي فلاح لمنصب الإمبراطور، وذلك ما أفضى إلى الاضطراب الشامل الذي شهده عام الأباطرة الستة، الذي قُتل فيهِ كل المطالبين الأصليين: إذ اندلعت في عام 238 ثورة في أفريقية، قادها كل من غرديان الأول وغرديان الثاني، وسرعان ما تلقت تأييد مجلس الشيوخ الروماني، غير أنها لم تلبث حتى أخمِدت لتنتهي بمقتل غورديان الثاني وإقدام غرديان الأول على الانتحار. وإذ تخوف مجلس الشيوخ من نقمة الإمبراطور، رقى اثنين من أعضائه ليكونا إمبراطورين مشاركين، وهما بابينوس وبلبنوس، إلى جانب غورديان الثالث -حفيد غورديان الأول- في منصب القيصر. زحف ماكسيمينوس نحو روما، بيد أنه تعرض للاغتيال على أيدي أتباعه في الفيلق الثاني المعد لغزو الإمبراطورية الفرثية، وأعقب ذلك مقتل بابينوس وبلبنوس على أيدي الحرس البريتوري.
في الأعوام التالية، اقتتل العديد من قياديي الجيش الروماني من أجل السيطرة على الإمبراطورية، وأهملوا واجباتهم في الدفاع عنها ضد الغزو، فشُنت الغارات بشكل متكرر على حدود الراين والدانوب من قبل القبائل الأجنبية، وكان من بينها قبائل كاربية وقوطية ووندالية وألامانية، إلى جانب هجمات شنها الساسانيون من الشرق. وقد تسببت تغيرات مناخية وارتفاع في منسوب البحر بتعطيل الزراعة ضمن ما يعرف اليوم باسم «البلدان المنخفضة»، الأمر الذي أرغم القبائل التي تقطن في تلك المنطقة على الهجرة إلى أراض رومانية. وشاع المزيد من الاضطراب في عام 251، حين تفشى وباء قبريانوس (من المحتمل أن يكون الجدري). نجم عن هذا الوباء ارتفاع كبير في الوفيات، ما أضعف الإمبراطورية بشدة. وقد ازداد الوضع سوءًا في عام 260، حين أسر الساسانيون الإمبراطور فاليريان خلال المعركة (توفي لاحقًا في الأسر).
طوال هذه الفترة، زعم العديد من الغاصبين أحقيتهم بالعرش الإمبراطوري. وفي غياب سلطة مركزية قوية، انقسمت الإمبراطورية إلى ثلاث دول متناحرة. انفصلت مقاطعات الغال وبريطانيا وهسبانيا الرومانية لتشكل الإمبراطورية الغالية في عام 260، وكذلك استقلت الولايات الشرقية، سوريا وفلسطين ومصر، تحت اسم مملكة تدمر في عام 267، بينما ظلت بقية الولايات المتمركزة في إيطاليا تحت إمرة حاكم واحد لكنها باتت تعاني الأخطار من كل جانب.
دُحر غزو لمقدونيا واليونان قام به القوط، الذين هُجروا من أراضيهم على البحر الأسود، على يد الإمبراطور كلاوديوس الثاني غوثيكوس في معركة نايسوس عام 268 أو 269، ويرى المؤرخون في هذا النصر نقطة انعطاف في مسار الأزمة. إثر ذلك، استطاعت سلسلة من أباطرة الثكنات الأقوياء المتنفذين إعادة فرض السلطة المركزية. وتكفلت انتصارات لاحقة لكلاوديوس غوثيكوس بدحر الألامانيين واستعادة هسبانيا من الإمبراطورية الغالية. غير أنه توفي بسبب الوباء في عام 270 وخلفه أوريليان، الذي كان قائد سلاح الفرسان في معركة نيسوس. حكم أوريليان (270-275) خلال أسوأ مراحل الأزمة، واستعاد الإمبراطورية تدريجيًا. هزم الونداليين والقوط الغربيين ومملكة تدمر، وما تبقى من الإمبراطورية الغالية في نهاية المطاف. وبحلول أواخر عام 274، كان قد أعيد توحيد الإمبراطورية الرومانية لتشكل كيان واحد. غير أن أوريليان اغتيل في عام 275، الأمر الذي أشعل فتيل التنافس بين سلسلة من الأباطرة حكموا لفترات قصيرة. ولم يستقر الوضع حتى تبوأ ديوكلتيانوس، وهو نفسه من أباطرة الثكنات، سدة الحكم في عام 284.
انقضى أكثر من قرن قبل أن تفقد روما هيمنتها العسكرية على أعدائها الخارجيين، غير أن عشرات المدن التي شهدت ازدهارًا -وخاصة في الإمبراطورية الغربية- كانت قد دُمرت. وبتوزع سكانها بين موتى ومشردين، لم تكن إعادة بناء هذه المدن أمرًا واردًا، نظرًا إلى الانهيار الاقتصادي الذي تسببت فيه الحروب المستمرة. كان الاقتصاد قد دُمر بسبب انهيار شبكات التجارة وانخفاض قيمة العملة، وباتت المدن التي لم تكن بحاجة إلى تحصينات طيلة قرون -ومن ضمنها روما ذاتها- تحيط نفسها بأسوار دفاعية متينة.
ظلت المشاكل الأساسية تخيم على الإمبراطورية، ولم يوضع تعريف واضح لحق الخلافة الإمبراطورية، الأمر الذي كان عاملًا هامًا في الحروب الأهلية المستمرة بين الزمر المتنافسة في الجيش ومجلس الشيوخ والجهات الأخرى إذ أراد كل منها إيصال مرشحه الأثير إلى الحكم. وظلت مساحة الإمبراطورية في حد ذاتها -التي لطالما كانت موضع إشكال منذ عهد الجمهورية الرومانية السابقة بعد ثلاثة قرون- تصعّب اضطلاع حاكم واحد بمهمة التصدي بشكل فعال لتهديدات عديدة في الوقت نفسه. وكانت هذه المشاكل المستمرة هدفًا للإصلاحات الراديكالية التي أجراها ديوكلتيانوس، الذي حطم سلسلة مغتصبي الحكم. بدأ ذلك من خلال إشراك إمبراطور آخر في الحكم، ثم تأسيس نظام الحكم الرباعي بشكل رسمي في عام 293. يعتبر المؤرخون هذا الحدث نقطة نهاية فترة الأزمة، التي استمرت 58 عامًا. غير أن النزعة إلى الحرب الأهلية استمرت بعد تنازل ديوكلتيانوس عن الحكم في سياق حروب الحكم الرباعي الأهلية (306-324)، وبقيت سيدة الموقف إلى أن انفرد الإمبراطور قسطنطين العظيم بالحكم المستقل. ظلت الإمبراطورية قائمة حتى عام 476 في الغرب وعام 1453 في الشرق.